# Juan de Dios Orozco
Juan de Dios Orozco (* in Rivas) war 1843 kurzzeitig Präsident von Nicaragua.

## Leben
Nachdem die Pläne der Annexion Zentralamerikas durch Mexiko unter Agustín de Itúrbide 1823 gescheitert waren, flüchtete der Intendent von León, der Bischof García Jerez, ein Anhänger der Annexion, aus León und eine Kommission aus Juan de Dios Orozco, dem Pater Dionisio Urcuyo Crespín und dem Alcalde von Sutiaba, Juan Hernández, übertrugen die Intendencia (Leitung der Cabildos) von León an Brigadier González Saravia.
Ein zweites Gesetz über die Staatsorgane wurde 1838 erlassen und schuf das Amt des Supremo Director mit einer Amtszeit von zwei Jahren. Die Amtszeit von Pablo Buitrago, der dieses Amt als erster bekleidete, endete am 1. April 1843. Das Amt wurde kommissarisch von Juan de Dios Orozco bekleidet. In seiner Amtszeit wurden Wahlen durchgeführt, welche nach Presseangaben, in völliger Freiheit stattfanden. Es erreichte aber kein Kandidat eine qualifizierte Mehrheit, weshalb Manuel Pérez durch das Parlament in das Amt gewählt wurde.